# جريزيجورز فيتيلبيرج
(بالإنجليزية: Grzegorz Fitelberg)‏ وُلِد فيتيلبيرج في عائلة يهودية (الأب هوزجاس فيتيلبيرج، الأم ماتيلدا بينتسوف، الأخت ليجا واتشولدر، 1881-1941، قُتلوا جميعًا خلال الهولوكوست) في داوجافبيلس، الإمبراطورية الروسية (لاتفيا الحالية). بين عامي 1906 و1907 قام بأداء عدة مرات في أوركسترا برلين الفيلهارمونية.